# أروانق (سردابة)
أروانق (بالفارسية: اروانق) هي قرية تقع في إيران في قسم سردابة الريفي. يقدر عدد سكانها بـ 185 نسمة بحسب إحصاء 2016.